# 山田克己 (野球)
山田 克己（やまだ かつみ、1947年 - ）は、日本の元アマチュア野球選手である。ポジションは内野手（遊撃手、一塁手）。

## 来歴・人物
愛知・中京商業高校では遊撃手として活躍。1965年春の選抜に出場。しかし2回戦で藤田平を擁する市和歌山商に敗退した。同年の夏の甲子園県予選は4回戦で名古屋電気工高に敗れ、甲子園出場を果たすことができなかった。高校卒業後は法政大学に進学。東京六大学野球リーグでは在学中に3度の優勝を経験。1969年春季リーグでは首位打者（12試合50打数23安打、打率.460）となり優勝に貢献、同季のベストナイン（遊撃手）に選ばれた。大学同期に山中正竹、江本孟紀、黒田正宏、堀井和人、佐藤治夫、苑田邦夫らがいた。
1969年のドラフト会議で南海ホークスから8位指名されたが入団を拒否し、社会人野球の大昭和製紙に入団した。1970年の都市対抗に新人ながら一番打者として起用される。山根政明、安田猛の継投で決勝に進み、三菱重工神戸を再試合の末に降し優勝を飾った。同大会では優秀選手に選出される。この時のチームメイトに小田義人、小松健二らがいた。1971年の産業対抗でも決勝で電電北海道のエース柳俊之らを打ち崩し優勝。この大会でも優秀選手となる。1975年の都市対抗では一塁手、五番打者として出場。準々決勝に進出するが、電電関東の丹利男に完封を喫した。1976年限りで引退。